# Calea
Genre
Calea est un genre végétal de la famille des Asteracées. Il est surtout représenté en Amérique latine.

## Quelques espèces
- Calea glomerata
- Calea harlingii (endémique de l'Équateur)
- Calea huigrensis (endémique de l'Équateur)
- Calea kingii (endémique de l'Équateur)
- Calea ternifolia
- Calea uniflora
- Calea urticifolia
- Calea zacatechichi (endémique du Mexique)